# Монастир Святої Трійці — святого Нектарія
Монастир Святої Трійці, також іменується монастир святого Нектарія (грец. Ιερά Μονή Αγίας Τριάδος, Ιερά Μονή Αγίου Νεκταρίου) — грецький православний жіночий монастир, розташований на острові Егіна, Греція. Знаходиться в 6 кілометрах від портового міста Егіна. Сучасний монастир заснував в 1904 році колишнім митрополитом, святителем Нектарієм Егінським, мощі якого знаходяться в монастирі.

## Історія
У Середньовіччі, на місці сучасного монастиря, знаходився монастир Живоносного джерела, заснований, за переказами, преподобним Афанасієм в X столітті. У 1904 році цей занедбаний монастир для своїх духовних дочок (монахинь) вирішив відновити святитель Нектарій Егінський, який працював на той час директором церковної школи Різаріоса в Афінах. У березні 1908 року святитель Нектарій залишив пост директора школи і переїхав в заснований ним монастир. Він своїми руками допомагав робітникам в будівництві монастиря: носив каміння та виконував земляні роботи.
2 червня 1908 року було відкрито монастирський храм на честь Святої Трійці. Жильцями обителі стали духовні дочки Нектарія, які прагнули до чернечого життя. Святитель Нектарій проживав в невеликому будинку, поблизу монастиря протягом 12 років, майже до своєї кончини, що настала в 1920 році, і був похований поруч з монастирським храмом.
У 1924 році відбулося офіційне визнання монастиря архієпископом Афінським Хризостомом I (Пападопулосом)